# Phaeostigma notata
Phaeostigma notata (Phaeostigma notatum) är en halssländeart som först beskrevs av Johan Christian Fabricius 1781.  Phaeostigma notata ingår i släktet Phaeostigma, och familjen ormhalssländor. Arten är reproducerande i Sverige.  Inga underarter finns listade i Catalogue of Life.

## Bildgalleri

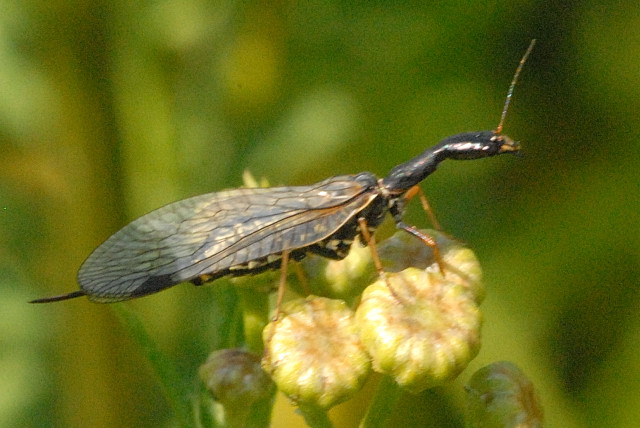
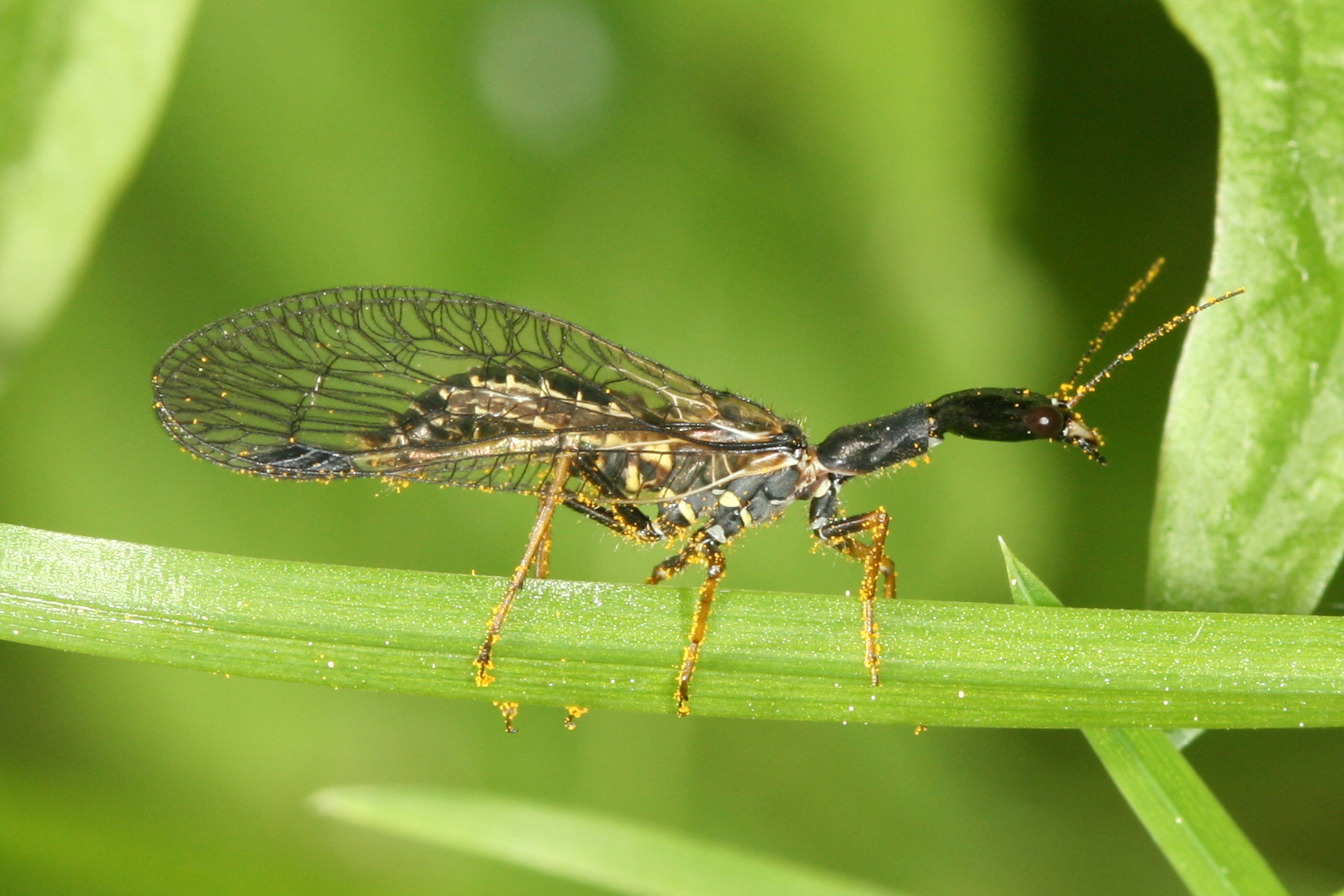
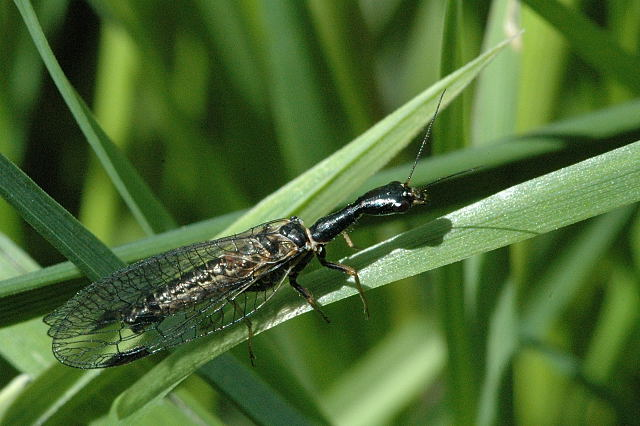
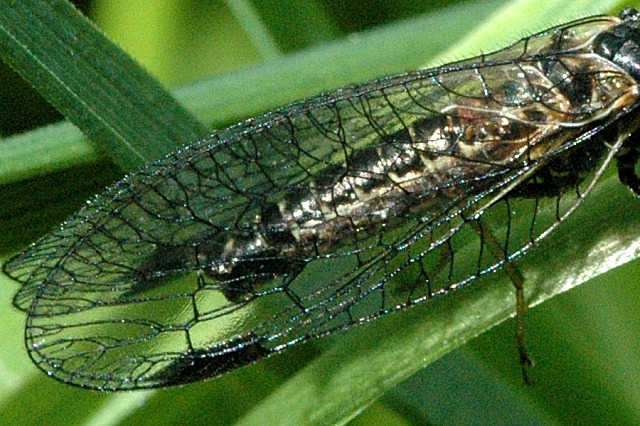
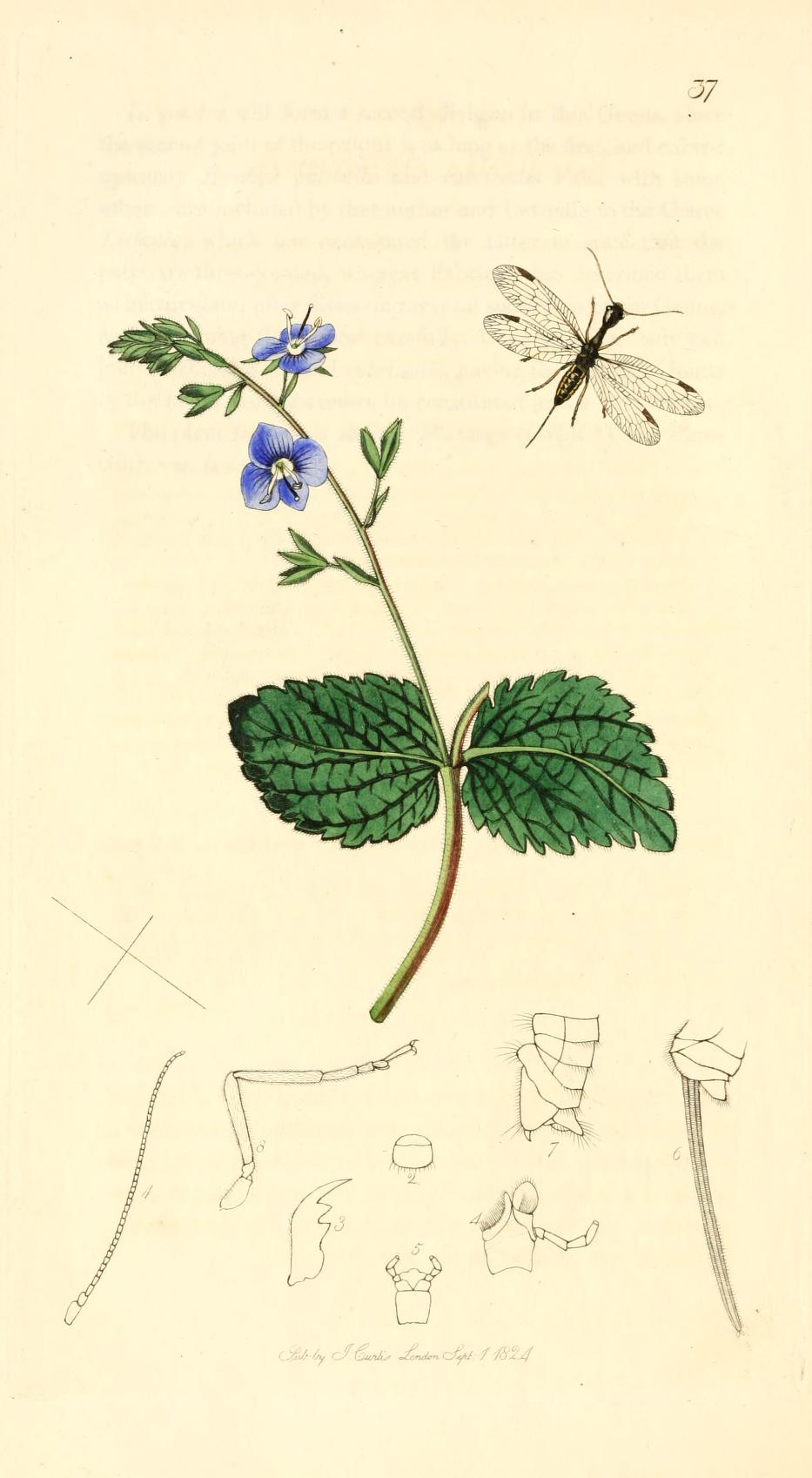
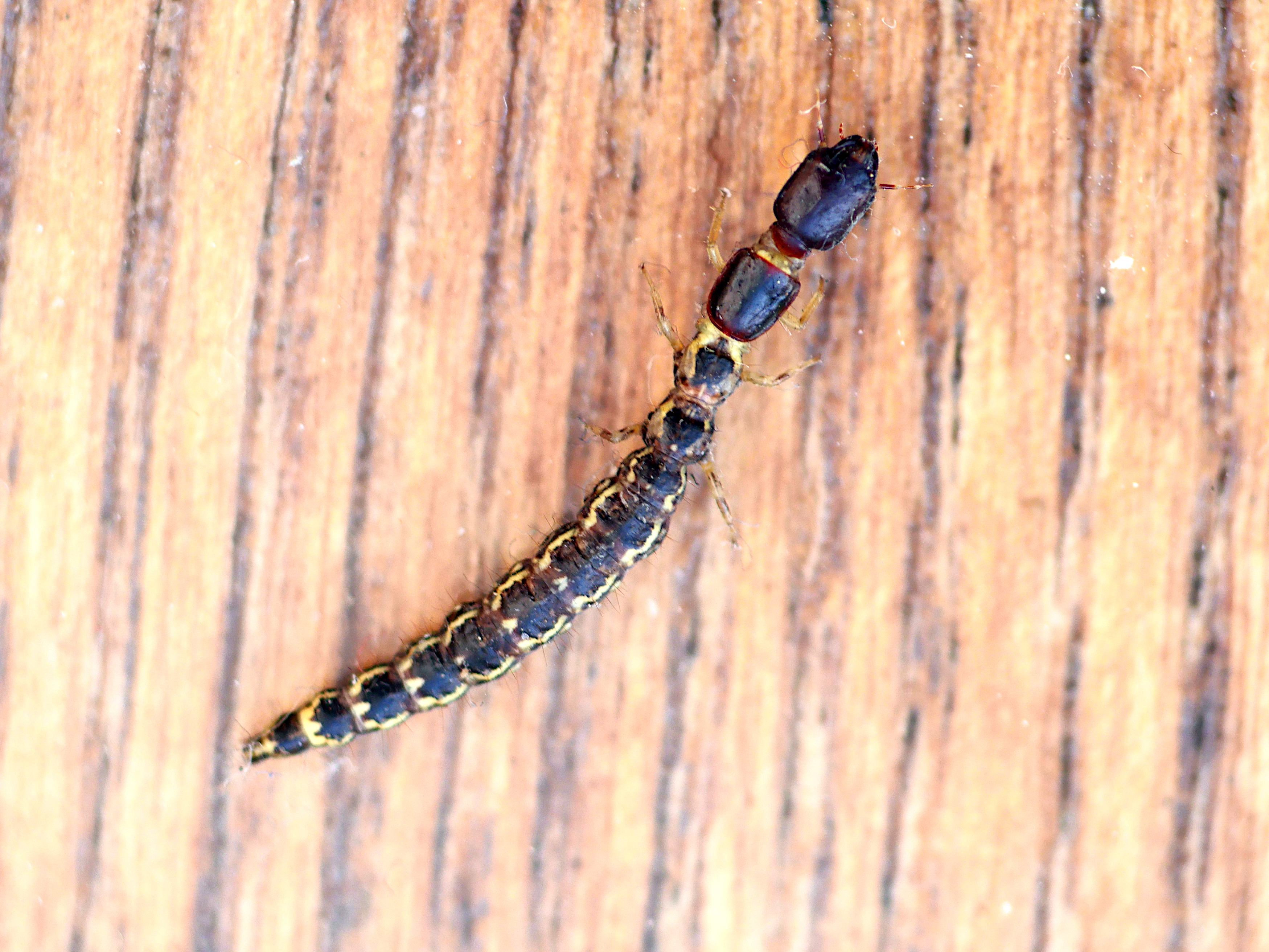